# راز ققنوس
راز ققنوس یک مجموعه تلویزیونی محصول سال به کارگردانی نادر مقدس، نویسندگی شاهد سلطانی‌آزاد و حمید سلیمی و تهیه‌کنندگی سیداحمد میرعلایی می‌باشد که از شبکه تهران پخش شد. این مجموعه در ۱۳ قسمت ۴۵ دقیقه‌ای تهیه شد.
داستان این مجموعه روایت دکتر پرهام بهادر، پزشک حاذق و جراح توانای جراحی‌های زیبایی است که شهرتی فراوان پیدا کرده است. او که در زندگی خانوادگی خود با همسرش شهره هم دچار مشکلات جدی شده با تهدید تبهکاری بین‌المللی و خطرناک به نام بیژن فرزان رو به رو می‌شود که قصد سوء استفاده از توانایی پرهام در تغییر چهره افراد را دارد. مقاومت پرهام با تهدیدهای بیژن که او را به افشای گذشته پنهان پرهام تهدید می‌کند، کم‌کم می‌شکند، گذشته‌ای که پرهام حتی از نزدیک‌ترین افراد خانواده اش هم مخفی نگه داشته است و بدین گونه پرهام ناخواسته وارد بازی غریب و پیچیده سرنوشت می‌شود و …

## بازیگران
- عبدالرضا اکبری
- فاطمه گودرزی
- مهدی میامی
- عنایت‌الله بخشی
- امیر مهدی‌کیا
- هادی قمشی
- پوراندخت مهیمن
- افشین نخعی
- اتابک نادری
- امجد زارع
- شیرین ایزدی
- فریده سپاه‌منصور
- مهرداد فلاحتگر
- حسین رجایی
- بابک حسنی
- بهزاد خداویسی
- رضا سعیدی